# AI Dungeon
AI Dungeon é um jogo eletrônico de ficção interativa single-player e multiplayer, grátis para jogar, que usa inteligência artificial para gerar conteúdo ilimitado. Também permite aos jogadores criar e compartilhar suas próprias configurações de aventura personalizadas. A primeira versão do jogo foi lançada em maio de 2019 e sua segunda versão (inicialmente chamada AI Dungeon 2) foi lançada online e para iOS e Android em dezembro de 2019.

## Jogabilidade
AI Dungeon é um jogo de Ficção interativa; no entanto, diferentemente dos jogos de Ficção interativa tradicionais, que usam conteúdo predeterminado, o AI Dungeon usa inteligência artificial para gerar histórias efetivamente ilimitadas.

Ao iniciar o jogo, os jogadores são recebidos pela seguinte abertura: 
 "Você está prestes a entrar em um mundo de infinitas possibilidades, onde você pode fazer absolutamente qualquer coisa que possa imaginar... Você vai prosseguir? " 
 Os jogadores são solicitados a escolher um cenário para sua aventura (por exemplo, fantasia, mistério, apocalíptico, zumbis).
Após o início de uma aventura, existem três métodos principais de interação que podem ser escolhidos para cada uma das partes de entrada de texto do jogador:
- Fazer: deve ser seguido por um verbo, permitindo que o jogador execute uma ação.
- Diga: Deve ser seguido por frases de diálogo, permitindo que os jogadores se comuniquem com outros personagens.
- História: pode ser seguida por frases que descrevem algo que progride na história, ou que os jogadores querem que a IA conheça para eventos futuros.

A inteligência artificial do jogo permite que ele se adapte e responda a praticamente qualquer ação inserida pelo jogador.
Fornecer entrada em branco também pode ser usado para solicitar que a IA gere mais conteúdo.

### Conteúdo gerado por usuários
Além das configurações pré-configuradas disponíveis no AI Dungeon, os jogadores também podem criar "aventuras" totalmente personalizadas do zero, simplesmente descrevendo a configuração no formato de texto. O AI gerará uma configuração, com base na entrada do usuário.
Aventuras personalizadas criadas pelos jogadores também podem ser publicadas para que outros possam jogar à sua maneira. O jogo fornece uma interface para navegar aventuras publicadas, juntamente com a capacidade de deixar comentários e upvote / como cada um.

### Multiplayer
O AI Dungeon também possui um modo multiplayer, no qual diferentes jogadores têm um personagem dedicado e podem alternar-se para interagir com o AI na mesma sessão do jogo. Isso suporta a reprodução on-line em vários dispositivos ou o estilo local "pass-n-play" usando um dispositivo compartilhado.
Diferentemente do jogo para um jogador, no qual ações e histórias usam narração em segunda pessoa ("você..."), as histórias de jogos para vários jogadores são apresentadas usando narração em terceira pessoa.
Cada jogador host de cada jogo recebe permissões adicionais (comparadas às de um Dungeons & Dragons Dungeon Master), pelas quais eles podem supervisionar a IA e fazer modificações em sua saída.

### Recursos premium
O jogo também apresenta funcionalidades adicionais para jogadores que pagam por assinatura premium mensal, como:
- Acesso ao modelo avançado Dragon AI.[10]
- Funcionalidade de conversão de texto em fala para fornecer narração em áudio.
- Scripts personalizados ao criar aventuras.
- A capacidade de definir configurações avançadas, como o tamanho e o nível de aleatoriedade das respostas.

### Artbreeder content
O AI Dungeon também oferece aos jogadores a capacidade de selecionar avatares que foram gerados pelo Artbreeder, um site de inteligência artificial que usa a tecnologia de rede adversária generativa (GAN) para combinar e sintetizar imagens.

## Desenvolvimento

### AI Dungeon Classic(GPT-2)
A primeira versão do AI Dungeon (às vezes chamada de AI Dungeon Classic) foi projetada e criada por Nick Walton no laboratório de aprendizado profundo Brigham Young 'Perception, Control and Cognition' em março de 2019, durante a hackathon. Antes disso, Walton trabalhava como estagiário em várias empresas que trabalhavam no setor de veículos autônomos.

Essa criação usou uma versão inicial da recém-lançada rede neural de geração de linguagem natural GPT-2 (Generative Pretrained Transformer 2), criada por OpenAI, permitindo gerar suas próprias narrativas originais de aventura e oferecer complexas respostas à entrada do jogador. Durante suas primeiras interações com o GPT-2, Walton foi parcialmente inspirado pelo jogo de mesa Dungeons & Dragons (D&D), que jogara pela primeira vez com sua família alguns meses antes: 
 “Percebi que não havia jogos disponíveis que lhe davam a mesma liberdade de fazer qualquer coisa que encontrei em [Dungeons & Dragons]. Você pode ser tão criativo em comparação com outros jogos. " 
 Isso o levou à pergunta: 
 "E se você pudesse fazer um mestre de masmorras de IA?" 
 Esta primeira versão do jogo foi lançada ao público em maio de 2019. Foi lançado no Google Colab (uma ferramenta online do Google para cientistas de dados e pesquisadores de IA, que permite a execução gratuita de código em máquinas hospedadas no Google); no entanto, foi necessário o download do modelo completo para cada player (um tamanho de 5 gigabytes de cada vez). Dias após o lançamento inicial, esse download obrigatório resultou em cobranças de largura de banda de mais de US $ 20.000, forçando o desligamento temporário do jogo até que uma solução alternativa ponto a ponto fosse estabelecida.
Esta versão inicial não deve ser confundida com outro jogo de aventura baseado em GPT-2, o GPT Adventure, criado pelo estudante de pós-graduação em neurociência Nathan Whitmore da Northwestern University, treinado com jogos baseados em texto da década de 1970 (como Zork), e lançado (também no Google Colab) vários meses após o lançamento público do AI Dungeon.

Refletindo mais tarde, em julho de 2020, sobre a primeira versão do AI Dungeon, seu criador, Walton, afirmou que: 
 "A primeira versão do AI Dungeon foi divertida de um jeito maluco, mas quase nunca conseguiu formar uma história coesa... não era nada parecido com o que se tornou hoje." 
 Em novembro de 2019, uma nova versão 'completa' do GPT-2 foi lançada pela OpenAI. Este novo modelo incluiu suporte para 1,5 bilhões de parâmetros (que determinam a precisão com a qual um modelo de aprendizado de máquina pode executar uma tarefa), comparado com a versão de 126 milhões de parâmetros usada nos estágios iniciais do desenvolvimento do AI Dungeon. O jogo foi recriado por Walton, aproveitando esta nova versão do modelo, e temporariamente renomeado como AI Dungeon 2.
IA A IA do Dungeon 2 recebeu treinamento mais focado em relação ao seu antecessor, usando texto específico ao gênero. Este material de treinamento incluiu aproximadamente 30 megabytes de conteúdo de chooseyourstory.com (um site da comunidade on-line de conteúdo inspirado em livros de jogos interativos, escritos por colaboradores de vários níveis de habilidade, usando lógica de complexidade diferente) e vários livros de regras e aventuras de D&D.
Inicialmente, a nova versão foi lançada como código aberto; no entanto, em dezembro de 2019, tornou-se código fechado e foi relançado pela equipe de desenvolvimento de inicialização do Walton, Latitude. Este relançamento incluiu uma nova interface baseada na Web em 5 de dezembro e aplicativos móveis para iOS e Android (criados pelo desenvolvedor de aplicativos Braydon Batungbacal) em 17 de dezembro. Outros membros desta equipe incluíram Thorsten Kreutz, pela estratégia de longo prazo do jogo, e o irmão do criador, Alan Walton, pela infraestrutura de hospedagem.
Nesse momento, Nick Walton também estabeleceu uma campanha no Patreon para apoiar o crescimento adicional do jogo (como a adição de suporte para vários jogadores e voz juntamente com planos de longo prazo para incluir conteúdo de música e imagem) e ativar o jogo em um empreendimento comercial, que Walton considerou necessário para suportar o custo de entrega de uma versão de alta qualidade do jogo.
Em abril de 2020, um modo multiplayer foi adicionado ao jogo. A hospedagem de um jogo nesse modo de jogo era originalmente restrita a assinantes premium (embora qualquer jogador pudesse participar de um jogo hospedado); no entanto, foi disponibilizado gratuitamente em julho de 2020.

### Liberação do modelo dedragão(GPT-3)
Em julho de 2020, os desenvolvedores introduziram uma versão premium exclusiva do modelo de IA, chamada Dragon, que usa a nova API da OpenAI para alavancar o modelo GPT-3 sem manter uma cópia local (lançada em 11 de junho de 2020). O GPT-3 foi treinado com 570 gigabytes de conteúdo de texto e pode suportar 175 bilhões de parâmetros, em comparação com os 40 GB de conteúdo de treinamento e 1,5 bilhão de parâmetros do GPT-2. Essa atualização permitiu ao AI Dungeon manter uma história muito mais coerente do que era possível anteriormente.
O modelo anterior, gratuito, baseado em uma versão menos avançada do GPT-3, foi renomeado para Griffin.

## Recepção
Aproximadamente duas mil pessoas jogaram a versão original do jogo no primeiro mês em seu lançamento em maio de 2019. Por outro lado, uma semana após o relançamento em dezembro de 2019, o jogo alcançou mais de 100.000 jogadores e mais de 500.000 play-throughs, e atingiu 1,5 milhão de jogadores até junho de 2020.
Em dezembro de 2019, a campanha no Patreon correspondente do jogo estava levantando aproximadamente US $ 15.000 por mês.